# Herz-Jesu-Kirche (Kassel)

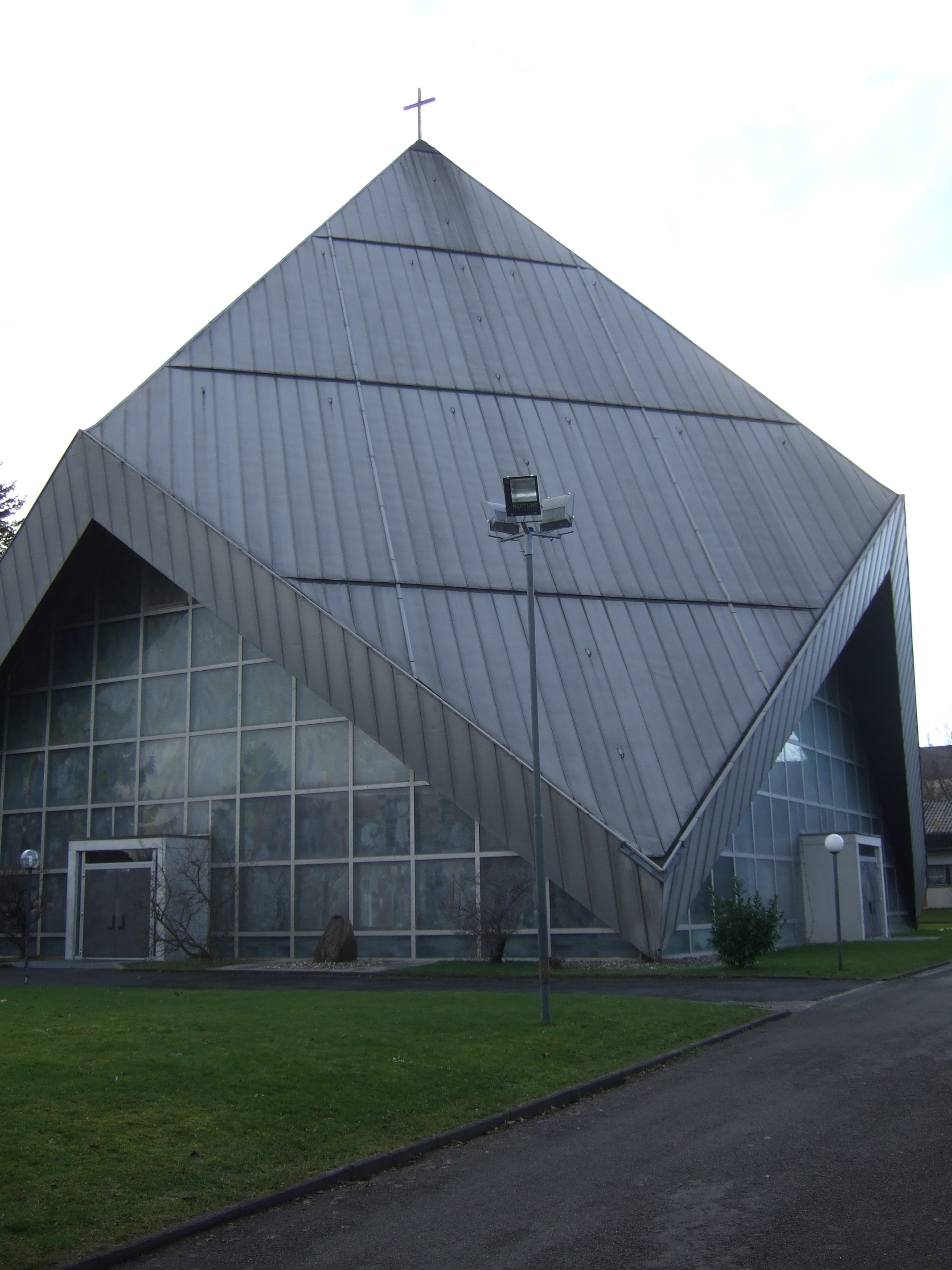

Die Herz-Jesu-Kirche ist eine römisch-katholische Pfarrkirche in Kassel-Niederzwehren. Sie gehört zum Bistum Fulda. Die Kirchgemeinde, zu der auch  St. Theresia vom Kinde Jesu gehört, ist Teil des Pastoralverbundes „Seliger Adolph Kolping“ in Kassel Süd-Baunatal.

## Architektur

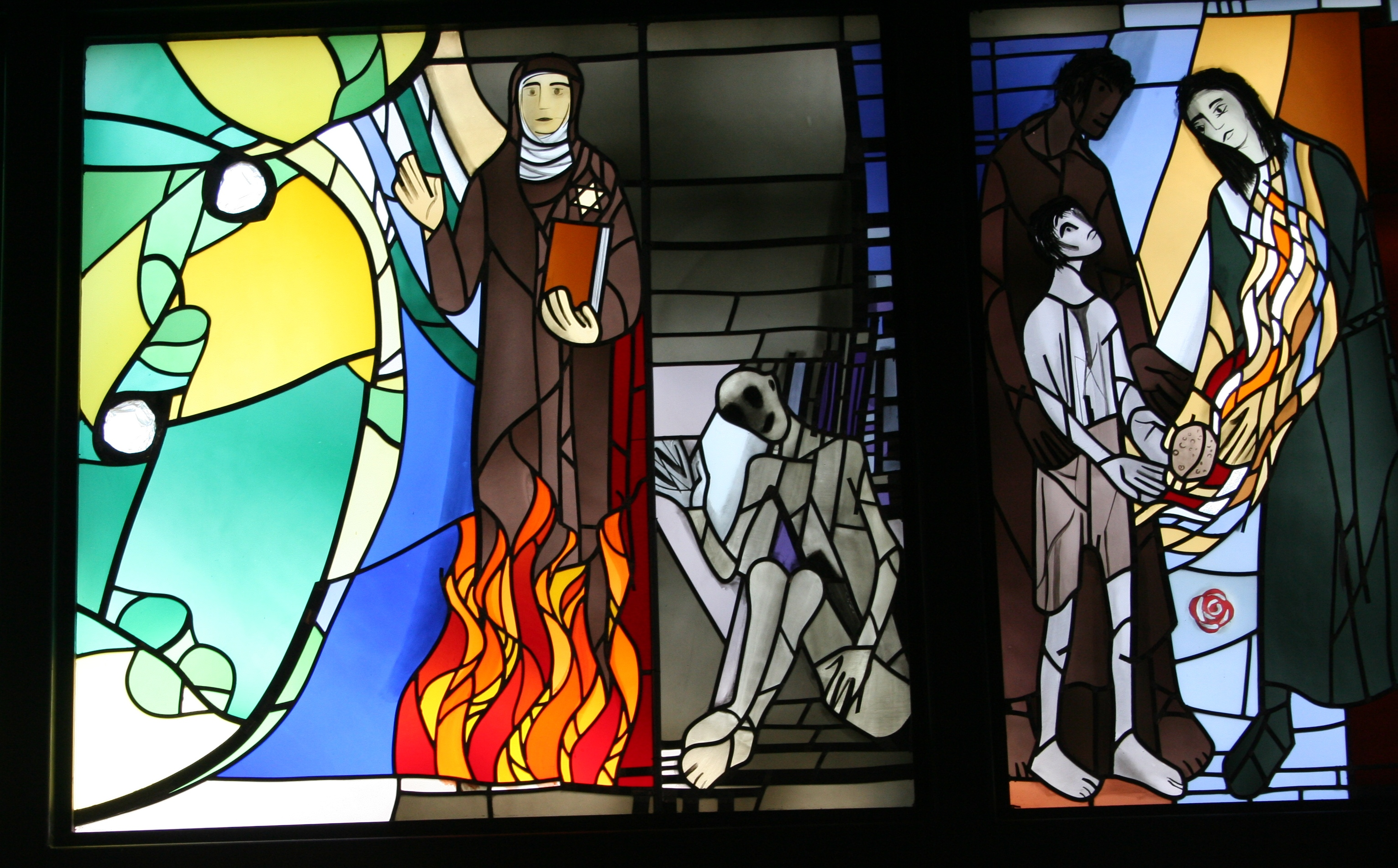
Fenster des Kirchengebäudes

Das markante Kirchengebäude befindet sich in der Brüder-Grimm-Straße im Kasseler Stadtteil Niederzwehren. Umgeben von kleinteiliger Wohnbebauung, dominiert das pyramidenförmige Kirchengebäude die nähere Umgebung. Die am 13. Dezember 1970 eingeweihte Kirche wurde nach Entwürfen des Fuldaer Architekten Erich Weber errichtet. Aufgrund der gekappten Ecken des Grundrisses der Kirche öffnen sich große dreieckige Fensterflächen in der Fassade. Von 1983 bis 1993 Jahren wurden vier Fenster des Künstlers Alois Plum installiert, deren Größe und Farbigkeit raumprägend für die zeltartige Kirche mit ihrem genau mittig angeordneten Altar wirken. Ein ursprünglich geplanter frei stehender Kirchturm wurde nicht ausgeführt.